# Llista de missions diplomàtiques de Finlàndia

Finlàndia
Té una ambaixada de Finlàndia
Té un consolat o està acreditat en una missió a un altre país

Aquesta és una llista de les missions diplomàtiques de Finlàndia. El Ministeri d'Afers exteriors de Finlàndia es va crear poc després de la seva independència en 1917. Per a fomentar el seu reconeixement internacional i promoure els seus interessos fronterers, comercials i marítims, Finlàndia havia encarregat dotze missions a l'estranger a la fi de 1918. En esclatar la Segona Guerra Mundial hi havia 20 ambaixades finlandeses (de les quals quatre estaven fos d'Europa) i sis consolats. En l'actualitat, Finlàndia compta amb una xarxa diplomàtica racionalitzada que utilitza els consolats amb moderació. Als països en els quals no hi ha missió finlandesa, segons el Tractat de Hèlsinki, els funcionaris públics dels serveis exteriors de qualsevol dels països nòrdics han d'assistir als ciutadans d'un altre país nòrdic si aquest no està representat en el territori en qüestió.